# Atelopus sernai
Atelopus sernai is een kikker uit de familie padden (Bufonidae) en het geslacht klompvoetkikkers (Atelopus). De soort werd voor het eerst wetenschappelijk beschreven door Pedro Miguel Ruíz-Carranza 6 Mariela Osorno-Muñoz in 1994. Omdat de soort pas sinds recentelijk is beschreven wordt de kikker in veel literatuur nog niet vermeld. De soortaanduiding sernai is een eerbetoon aan Marco Antonio Serna.
Atelopus sernai leeft in delen van Zuid-Amerika en komt endemisch voor in Colombia. De kikker is bekend van een hoogte van 2800 tot 3100 meter boven zeeniveau. De soort komt in een relatief klein gebied voor en is hierdoor kwetsbaar. Door de internationale natuurbeschermingsorganisatie IUCN wordt de soort beschouwd als 'Kritiek'.
Atelopus sernai komt voor in bergbossen en is bekend van twee locaties. De larven ontwikkelen zich in het water.